# 电脑黑魔
《人造人间电脑黑魔》（人造人間（じんぞうにんげん）ハカイダー）是東映在1995年4月15日公開的特摄电影。英文ROBOMAN HAKAIDER。而电脑黑魔（ハカイダー），是出自于『电脑奇侠』等作品里的人物，原作人间体为三郎。本电影由井上敏树担任脚本，以原作反派电脑黑魔辽为正派主角的电影。
标语是「不需要正义和邪恶，我的名字是電腦黑魔!!」这是东映特摄英雄之父、原作者石之森章太郎生前最后的东映特摄英雄作品和遗作。

## 介绍
某孤岛上，一群盗墓者发现了被废弃的机器人电脑黑魔，被吓到的盗墓者们发动攻击却被全灭。黑魔为了找回记忆来到基督镇，基督镇虽然乍看是个和平的都市，但却是统治者古鲁谢夫将有反抗意识的人改造为无感情的不反抗者，造和平的假象。在庆祝建国三周年时，电脑黑魔来到基督镇的城墙外，却招来炮火袭击。黑魔转换为战斗形态突破城门。爱上了人类女孩薰的辽为了替死于敌人之手的薰以薰继续的解放基督镇的梦想为目的进行破坏...

## 登场战士

### 电脑黑魔
替身演员：冈元次郎
人间体：辽（RYO）（岸本祐二饰）
在石森章太郎原作《电脑奇侠》系列中为反派。本作中为正派主角。
基督镇建国时制造的战斗用人造人（也有治安维持用的说法）因本身的破坏冲动无法控制，更主要的是由于性格上形成了「自我」而准备当成废物处理掉,废弃前夕被数名科学家盗取，从此下落不明，直到被一群盗墓贼于某个远海的荒岛的某个监狱发现，从长眠中醒来。非战斗时的人间体名唤辽（RYO） 人类形态不会说话，在战斗形态有类似人类感情的发言。对信念明确且坚定的人友善，相反对那些堕落了的人或夺走他人自由的人表现出愤怒。可以像常人般饮食，但氧与反物质的对消灭才是其动力源。战斗力惊人，重武装兵那种程度的改造人组成小队进攻也打不过。跟米迦勒比起来功能和性能方面略差，但冲击力、防御力和破坏力是电脑黑魔更胜一筹。也展示了激动时能让周围或接触到的物体燃烧的能力。拥有自我修复功能，如果身体有损坏的部分，会随着时间的推移被修复。原作中的黑魔的嘴像汉字“一”会随着视角的不同看出相对的表情，本作的黑魔的嘴则弯曲着，露出了一些牙齿，明显呈现出愤怒的样子。

#### 构造

##### Hakaider Shot
电脑黑魔的主要武器。超高性能的散弹枪，能发射出超高周波炸裂弹，加上电脑黑魔的能力可以百发百中，但后作用力大得惊人，如果没有与电脑黑魔相等或更强的力量，肩膀和手臂都会被弹飞。原型为雷明顿M870。

##### Arm Shot
隐藏在电脑黑魔右臂的枪，用和Hakaida Shot同类型的子弹，附加电脑黑魔自己的能量所以能发挥出比Hakaider Shot更强的力量。操作系统似乎是独立的，手臂被切断也能使用。一击就可以将米迦勒的手臂打断，通常版中在与天使长战车被使用。

##### 破坏炮
胸部的十字型的伤痕开始出现的三口炮筒。只在导演版中登场。

##### Hakaider Brain
电脑黑魔头部的电子头脑。形状和人类的脑髓相似，愤怒时会发出红色的光。

##### 破坏回路
电脑黑魔体内的的第二电子头脑。战斗时或情绪高涨时会活性化。

##### Hakaider Eye
拥有红外线搜索功能。可以进行多维度瞄准，让电脑黑魔有了百发百中的精度。

#### 机车罪恶
最高速度：666km/h
机车原型：雅马哈·V-MAX
电脑黑魔专用的机车。和电脑黑魔自己一样，搭载着反物质引擎。电脑黑魔变身的同时，车身上的灯自动发出蓝色光芒。后部安装着Hakaider Shot枪支架。

### 米迦勒
CV：松本大
替身演员：菊地寿幸
原型为石森章太郎原作中的《电脑奇侠》主角电脑奇侠。本作中为反派。
兼具维持治安与军事用途的超高性能机器人，重武装兵的部队长，基督镇公安部司令官，替代黑魔而被制造，相当是黑魔的弟弟，基本性能比黑魔优秀，拥有和黑魔一样能变成人类外表的能力（剧中没出现）。基本颜色是与电脑黑魔的黑对照鲜明的白色，第一人称是「私」。
绝对相信创造主古鲁谢夫所言的正义，遵从其一切命令，对反抗政府的人会毫不留情地抹杀。一方面他明白生命的重要性和尊严因此在剧中阻止了罪犯的自杀行为。另一方面，在遇到了与电脑黑魔战斗中幸存下来了的重武装兵时却以「为战而死的人才有资格成为自己的部下」为由而残忍的将他杀害了。

#### 构造

##### Angel Crow
双臂装备的锐利的爪子。将自己的手指作为利刃贯穿敌人，撕裂。使用时会因为全身的能源向手指填充而发光。切割效果远远在激光切割之上。

##### Angel Wing
米迦勒背部（左肩胛骨附近）装备的由金属纤维制的四个翅膀。通常当成斗篷折叠起来，以迅速展开翅膀用尖锐的顶端当成刀的方式攻击敌人，不过，被装备的地方有些问题，所以可使用的地方和姿势受到限制，几乎是偷袭专用的隐藏装备。

#### 天使长战车
面部设计的原型为电脑奇侠
在最终决战中米迦勒被电脑黑魔扯下脖子后，与古鲁谢夫的小型坦克融合，成为天使长战车，但并没有米迦勒长的意识，由古鲁谢夫用远程控制器操纵，虽说是与小型坦克融合，但形状与其说是小型坦克，更像二足步行的机械，米迦勒的脖子被移植，长长的脖子，拥有像异形怪物一样外貌，面部右侧为蓝色，面部左侧为红色。最终被黑魔炸成碎片。
天使的另一面却是如此丑陋，讽刺意味十分明显。

##### 构造
Hell Scissors：天使长战车“左腕”装备的巨大爪子。以强大的握力自豪，就算是电黑魔用尽全力也无法挣脱。主要是将敌人捉住再打到墙上，或是用Hell Saw攻击。

Hells Cannon ：天使长战车“右肩”装备的四门能源加农炮。每秒发射8发能源子弹，瞬间粉碎目标。电脑黑魔的右臂就是被这个打断的。

Hell Saw：天使长战车的“下巴”下面安装的高速旋转锯。主要是将Hell Scissors所捕捉到的敌人撕裂，但在剧中这个能力没有发挥出来。

### 重武装兵
元老院亲卫队的改造人，由米迦勒指挥。原本都是普通人类因为经过大脑和肉体改造成为了没有自我意识的兵器。永远听命于元老院，受元老院本部的控制系统发讯统一行动，反之，如果控制系统被摧毁也就无法活动。需要定期补充能源，否则会死亡。单体战斗力一般，就算是反政府军这样的普通人类只要使用武器就可以将他们打倒，但如果是以压倒性的数目进攻会非常危险，可以将黑魔逼到机能停止。
有两种类型，一种是水桶型身材的小队长，另一种是普通士兵身材较苗条。主要装备为拟似FN P90的机枪，也有使用其他火器与电磁棒。

## 其他角色

### 古鲁谢夫
本田恭章饰
基督镇元老院的总督。说是为了和平与市民的爱，但实际上性格傲慢。所谓的和平就是对反抗者进行捕捉洗脑，或者抹杀中得来的“伪和平”。但是耶稣镇的大部分的市民是他的恐怖政治和伪和平和大致接受的状态。为了进一步加强自己的支配力而制造了黑魔却因无法控制而废弃，重新制作米迦勒。结尾被黑魔穿肠破肚，游戏版复活。名字的由来是宗教用语的“guru”。剧本的阶段暂称“白仓”被认为是电脑奇侠漫画版反派吉尔教授的弟子。

### 薰
宝生舞饰
厌恶在古鲁谢夫的监视下而得来的虚伪的自由，胜过男人的性格，但也有女性拥有梦想的一面“普通的新娘”。真正为了自由和梦想而战斗的女斗士。在看见黑魔时认为他就是自己梦中多次出现的救世主。反政府军的成员中唯一一位为了自由而战的人，也是信念最坚定的人。这让拥有着比人更像人的黑魔那颗纯洁的心深深地被她吸引。

## 相关拓展
原作中人间体通常叫做“三郎”。武器为手枪。在日漫以及特摄中是一个非常特别的存在。
此角色在不同版本的电脑奇侠中拥有迥然不同的结局。漫画中的三郎为了探寻自己的存在的意义而选择了帮助电脑奇侠；TV中第一部被击败后于电脑奇侠01中复活。但出于对儿童的影响考虑，以一个“邪恶没有存在的道理”的低龄向结局被击败；纪念动画中起初和自己的父亲光明寺博士争夺身体的控制权，并在最后企图与背叛自己的基路教授同归于尽而消失在废墟中。OVA中彻底沦为基路教授人格的容器，最后被完全成长为机械人类的电脑奇侠捏碎大脑而丧命；剧场版中则是颠覆旧形象和设定的正面英雄，以一种自称邪恶却铲除世间的虚伪的方式而活跃。

## 电影评价
作为特摄版《电脑奇侠》的「重制版」，本作有两点值得欣赏的。
首先是剧中的角色﹑场景设计优良雨宫庆太在这方面真的十分厉害，由以往《未来忍者 庆云机忍外传》﹑《ZEIRAM》﹑《假面骑士ZO》﹑《假面骑士J》到本作雨宫老师负责的造型设计总是有种细腻﹑崭新的魅力。剧中黑魔的造型绝不比SIC黑魔的造型差，其他场景模型也同样的制作的相当精美
其二为气氛营造方面不俗，当中值得推荐的如开场不久后发生的机车战﹑黑魔与米迦勒对决﹑女主角身亡﹑古鲁谢夫被杀这四段配乐在这方面占了很大功劳，特别是对决与女主角被杀害的时候剧中也尝试用另一种手法表达不同的含意，比如古鲁谢夫被杀的时候羽毛散落，象征着天使城的崩溃…
这在特摄电影中是比较少见的
只是，未如理想之处也不少主要是在于演技与剧本的问题。承如先前友人的一句话「造型上等，演技下手」，剧中有副常人模样，演技又交足功课的只有饰演黑魔人间体的岸本先生，讽刺的是他一句对白也没有。宝生小姐虽然很漂亮，但1995年时的演技对比成名之后还是有段差距。最大的问题是扮演古鲁谢夫的本田先生，似乎找个歌手当演员效果都不好的样子。而本田先生的演技更被日本网友戏称「学艺会的程度」
剧本方面，井上那种「不相信英雄存在」的思维，由于本作描述的是反英雄的故事，所以相性上是没有问题的。只是如果事前不了解本作的世界观，纯粹观看本作的话是会被弄得一头雾水，甚至连角色的感情关系也变得很突兀，就是因为电影中很多设定都没交代清楚，弄得原本无善无恶，却能判别善恶，为了粉碎虚伪的和平而战的黑魔变却成了为女誓死战斗。
原本的主题为「歪曲的正义」被「秩序的破坏者」粉碎，善恶的取向其实不太明显，也有许多值得思索的空间，但因为这两点，掩盖了本作应有的魅力。作为黑魔FANS的特摄迷或许会感到点可惜。

## 關連項目
- 人造人间电脑奇侠
- 电脑奇侠01
- 假面骑士铠武
- 人造人间
- 电脑奇侠REBOOT